# Anarchisme dans l'art et la culture

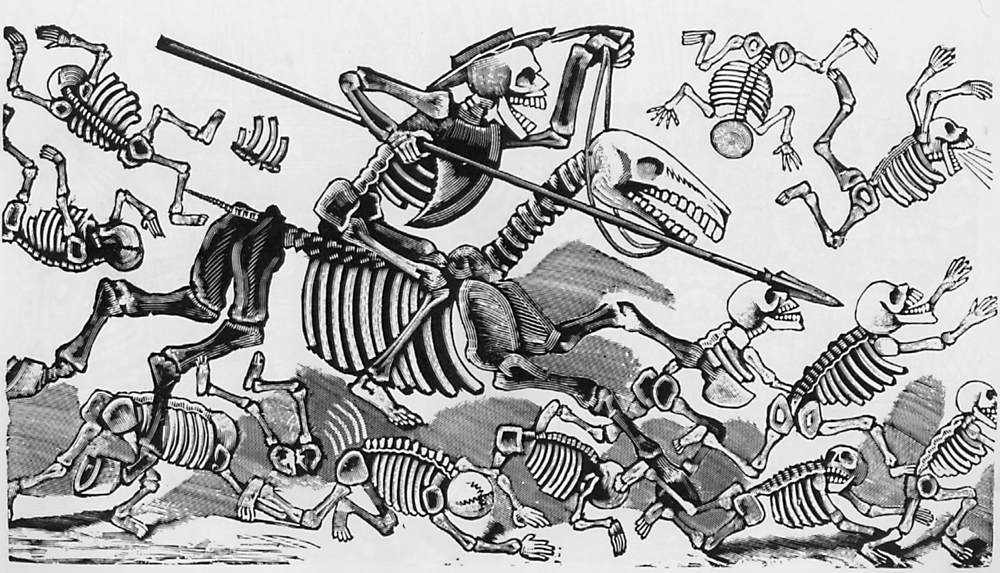
Don Quijote de José Guadalupe Posada.

L’anarchisme a depuis longtemps des liens avec les arts créatifs, en particulier la peinture, la musique et la littérature.
L'influence de l'anarchisme dans l'art n'est pas qu'une question d'imagerie spécifique ou de figures publiques propres à l'anarchisme, mais peut être vue comme une approche vers l'émancipation totale de l'homme et de l'imagination.

## Éléments historiques

### Bases théoriques

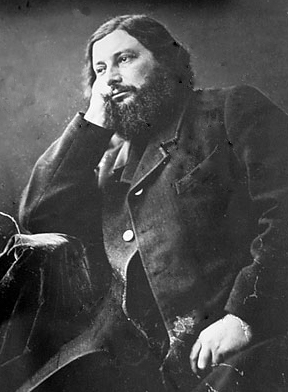
Gustave Courbet photographié par Nadar.

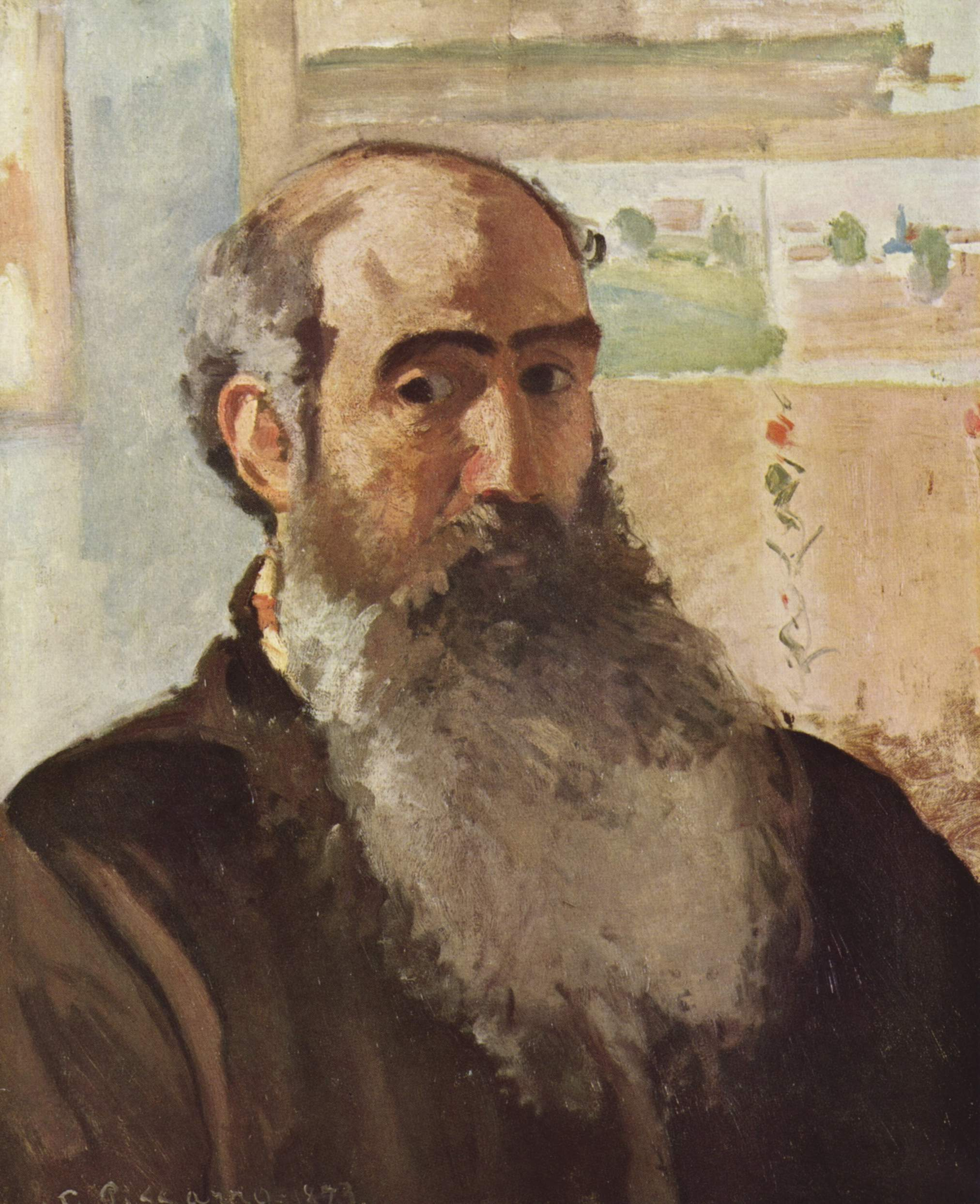
Camille Pissarro, Autoportrait (1873).

Dès le XIXe siècle, des liens sont tissés entre artistes et anarchistes. En 1865, Pierre-Joseph Proudhon publie Du principe de l'art et de sa destination sociale et est, par ailleurs, l’ami de Gustave Courbet.
En 1882, dans Dieu et l'État, Mikhaïl Bakounine précise que « La science ne peut sortir de la sphère des abstractions. Sous ce rapport, elle est infiniment inférieure à l’art [...] L’art est donc en quelque sorte le retour de l’abstraction dans la vie. La science est au contraire l’immolation perpétuelle de la vie fugitive, passagère, mais réelle, sur l’autel des abstractions éternelles. ».
En 1885, dans Paroles d’un révolté, pour Pierre Kropotkine, « Le savant, comme le poète ou l’artiste, est toujours le produit de la société dans laquelle il se meut et enseigne. [...] Enfin vous, jeune artiste, sculpteur, peintre, poète, musicien, ne remarquez-vous pas que le feu sacré qui avait inspiré tel de vos prédécesseurs, vous manque aujourd’hui, à vous et aux vôtres ? que l’art est banal, que la médiocrité règne ? [...] Mais si réellement votre cœur bat à l’unisson avec celui de l’humanité, si, en vrai poète, vous avez une oreille pour entendre la vie, alors, [...] vous ne pourrez plus rester neutre ; vous viendrez vous ranger du côté des opprimés, parce que vous savez que le beau, le sublime, la vie enfin, sont du côté de ceux qui luttent pour la lumière, pour l’humanité, pour la justice ! »

### Compagnonnages
Entre 1880 et 1914, nombreux sont les artistes et les écrivains qui s’intéressèrent à l’anarchisme et à l'art social. Ils collaborent à des revues ou font parfois don de certaines œuvres. On peut citer les noms de plusieurs peintres : Camille Pissarro, Paul Signac, Maximilien Luce et Henri-Edmond Cross, ou le critique d'art Félix Fénéon.
En 1891, dans The soul of man under socialism (L'Âme de l'homme sous le socialisme), Oscar Wilde défend passionnément une société égalitaire dans laquelle la richesse serait partagée entre tous, tout en mettant en garde contre les dangers d'un socialisme autoritaire qui détruirait toute individualité. Il précise plus tard « Je pense que je suis un peu plus qu'un socialiste. J'ai quelque chose d'un anarchiste, je pense ».
L'anarchisme a une influence significative sur le symbolisme français. Le 9 décembre 1893, jour de l'attentat d'Auguste Vaillant au Palais-Bourbon, Stéphane Mallarmé affirme « Je ne connais pas d'autre bombe qu'un livre ».
Plus significativement, l'esprit libertaire se retrouve dans les œuvres du mouvement dadaïste et du surréalisme.
Dans le monde francophone, des personnalités comme Albert Camus,,, André Breton, Jacques Prévert, Boris Vian,, Arthur Cravan , Robert Desnos ou Étienne Roda-Gil marquent le champ culturel d'une empreinte libertaire. Il en est de même dans le cinéma, avec Jean-Pierre Mocky ou Luis Buñuel.
En Espagne, dans la première moitié du XXe siècle, le mouvement est animé par des personnalités telles que l'artiste Ramón Acín Aquilué, et surtout par les femmes intellectuelles qui promeuvent à travers leur œuvre les idées anarchistes, à travers notamment Mujeres Libres (en français: Femmes libres), créée en avril 1936, dans le sillage des premières libertaire catalanes telles Teresa Claramunt et Soledad Gustavo. L'organisation, dont fait partie l'écrivaine Lucía Sánchez Saornil, est dissoute durant la guerre d'Espagne après la chute de Barcelone, peu avant l'arrivée au pouvoir du dictateur Franco. De nombreuses membres doivent alors s'exiler, comme les écrivaines Mercedes Comaposada, réfugiée à Paris, et Amparo Poch y Gascón, militante de l'amour libre, exilée à Toulouse.
Plusieurs artistes américains du début du XXe siècle sont influencés par les idées libertaires, tels Rockwell Kent et George Bellows de l'École d'Ashcan, tendance du réalisme américain.
Vers la fin du XXe siècle, l'anarchisme et l'art sont associés de façon primaire dans les collages de James Koehnline (d), Freddie Baer et Johan Humyn Being dont les œuvres sont publiées dans les magazines anarchiste comme Anarchy : A Journal of Desire Armed (L'Anarchie : un journal du désir armé) et Fifth Estate (Le cinquième pouvoir). Freddie Baer est reconnu pour son œuvre en tant que designer de livres pour AK Press et pour sa contribution à la science-fiction féministe. De même, le Living Theatre, une troupe de théâtre dont faisait partie Judith Malina et Julian Beck, affiche sa relation directe avec les idées anarchistes.
Dans les années 1990, des anarchistes sont impliqués dans le mouvement mail art (art postal), qu'on peut décrire comme l'utilisation du service postal de façon artistique. On peut aussi parler de l'engagement des anarchistes dans les fanzines, les affiches, les stencils et les graffiti.

### Anarcho-punk

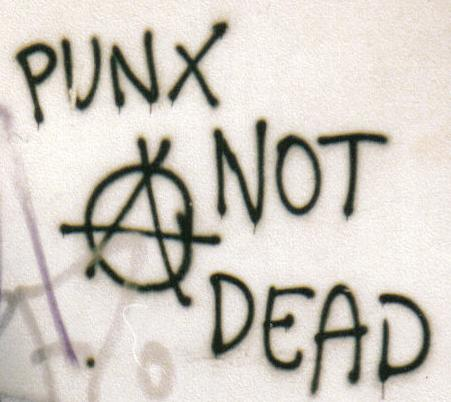

Au milieu des années 1970 apparait un nouveau courant musical, culturel et politique influencé par l'anarchisme, l'anarcho-punk. Le terme est souvent utilisé pour décrire des groupes faisant partie du mouvement au Royaume-Uni.
Un certain nombre d'artistes-interprètes ont été inspirés par des concepts anarchistes ou ont utilisé la musique et le son pour promouvoir des idées et des politiques anarchistes. Les auteurs-compositeurs-interprètes français Léo Ferré et Georges Brassens sont peut-être les premiers à l'avoir fait, dans les années 50 et au-delà.
Le punk rock est un mouvement qui s'est beaucoup inspiré de l'imagerie et du symbolisme souvent puissants associés à l'anarchisme et à la rhétorique Situationniste, mais peut-être pas de la théorie politique. « Vivons aujourd’hui dans nos luttes la société de demain » aurait résumé AlainTouraine  au sujet des mouvements sociaux.
Au cours des dernières décennies, l'anarchisme a été étroitement associé au mouvement punk rock, et s'est développé en interaction avec le milieu des squats et du DIY. En effet, de nombreux artistes ont été initiés aux idées de l'anarchisme par le biais de cette conception politique et du sentiment anti-autoritaire que de nombreuses chansons punk exprimaient, notamment par le graphisme de leur affiche, de leur pochette de disque et de leur tract.
L'anarcho-punk, quant à lui, s'est engagé dans un courant  politique plus explicitement anarchiste, notamment dans le cas de groupes tels que Crass, Poison Girls, (au début) Chumbawamba, The Ex, Flux of Pink Indians, Rudimentary Peni, The Apostles, Riot/Clone, Conflict, Oi Polloi, Sin Dios, Propagandhi, Citizen Fish, Bus Station Loonies etc. De nombreux autres groupes, notamment au niveau local des groupes non signés, ont adopté ce que l'on appelle une éthique "punk" ou "DIY", c'est-à-dire Do It Yourself, en effet un slogan anarcho-punk populaire dit "DIY not EMI", référence à un rejet conscient de la grande maison de disques.
Toutefois, la volonté de composer avec un nombre restreint d'intermédiaires pour produire soi-même des albums indépendants n'en apparait pas moins  couteuse en temps et en énergie. C'est "un monstre à nourrir" . La réussite d'une activité tient autant à la cohérence de l'action qu'au degré d'engagement de la part de ceux qui la mènent. "De fait, les grandes figures de la DIY sont le plus souvent de véritables bourreaux de travail qui animent simultanément plusieurs collectifs" comme Greg Ginn, Jello Biafa, Ian Mackay. Par exemple, lorsque Ian Mackaye (membre de Minor Threat) ne répète pas, il se consacre à couper et à assembler des pochettes de disques, à concevoir des flyers, à répondre aux interviews des fanzines, etc. Autre exemple, le groupe de rock De Kift est connu pour ses pochettes d'album DIY. Les albums cd sont publiés en petit nombre et emballés à l'aide de créations papier originale - souvent fait à la main. Il y a un album qui se présente sous la forme d'une boîte à cigares (Krankenhaus), d'un livre de cuisine ou encore d'un cadre photo (Vlaskoorts).
Le groupe Crass (1977-1984) en est sans doute l'un des plus emblématiques, collectif d'artistes formé autour d'une maison communautaire. Ses positions sont directement liées au courant libertaire communautaristes du XXe siècle. Prenant au mot le manifeste punk du Do it yourself, Crass combine la chanson, le cinéma, le collage sonore, le graphisme et la subversion pour lancer un front soutenu critique et novateur contre tout ce qui leur parait être une culture basée sur la violence, la guerre, le sexisme, l'hypocrisie religieuse et le mode de vie bourgeois du Royaume-Uni thatcherien.

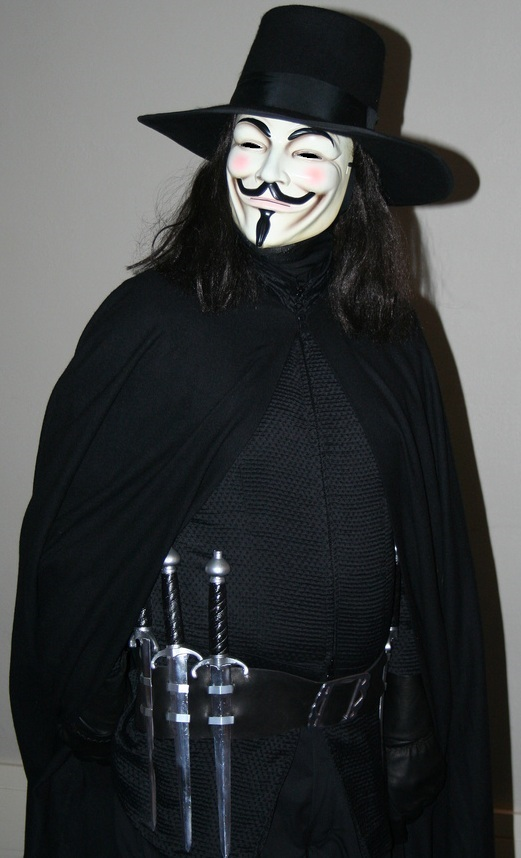
« V »

Punk Not Dead graffiti

### Bande dessinée
Entre 1982 et 1990, Alan Moore (1953-), écrit V pour Vendetta, une série de bande dessinée illustrée par David Lloyd et Tony Weare. Le scénario met en scène l'action d'un activiste anarchiste dans le cadre d'une dystopie contemporaine.
Dans les années 1980, une guerre mondiale éclate. L'Europe, l'Afrique et les États-Unis d'Amérique sont réduits en cendres par des armes nucléaires. Le Royaume-Uni est épargné par les bombardements mais pas par le chaos et les inondations issues des dérèglements climatiques. Dans cette société anglaise post-apocalyptique, un parti fasciste, Norsefire, prend en main le pouvoir et tente de rétablir le pays après avoir procédé à une épuration ethnique, politique et sociale sans pitié.
En 1997, au moment où le parti semble avoir la situation sous contrôle, un anarchiste commence une campagne pour ébranler tous les symboles du pouvoir. Cet anarchiste qui se fait appeler « V » porte un masque représentant le visage de Guy Fawkes, le plus célèbre membre de la conspiration des poudres. Lors de sa première action d'éclat, le dynamitage du Palais de Westminster, V sauve Evey, une jeune fille de 16 ans qui risquait d'être violée puis exécutée pour prostitution.

### Art contemporain

Œuvre de Banksy à Bethléem en 2008.

Dans l'art contemporain, l'anarchisme peut prendre des formes diverses, du street art carnavalesque aux graffitis et aux romans graphiques, en passant par diverses formes d'art traditionnelles, notamment la peinture, la sculpture, la vidéo et la photographie.
Banksy est le pseudonyme d'un artiste connu pour son art urbain (ou street art) et également comme peintre et réalisateur. Dissimulant sa véritable identité, il serait né en 1974 dans les environs de Stoke au Royaume-Uni et se nommerait Robert Banks.
Cet artiste combine les techniques de Warhol et l'œuvre in situ pour faire passer ses messages, qui mêlent souvent politique, humour et poésie comme Ernest Pignon-Ernest, Miss.Tic, Jef Aérosol ou Blek le rat. Les pochoirs de Banksy sont des images humoristiques, parfois combinées avec des slogans. Le message est généralement libertaire, antimilitariste, anticapitaliste ou antisystème. Ses personnages sont souvent des rats, des singes, des policiers, des soldats, des enfants, des personnes célèbres ou des personnes âgées.

## Expressionnisme
Né en Allemagne en 1919 et exprimé dans toutes les disciplines artistiques (peinture, littérature, musique, cinéma, théâtre), l'expressionnisme se distingue dans divers courant ayant en commun les idées radicales anarcho-individualistes, anti-positivistes, humanitaires et anti-bourgeoises. L'expressionnisme abstrait a inclus des artistes de tendance libertaire comme les peintres Mark Rothko et Jackson Pollock, qui a adopté ces idées radicales durant son expérience en tant que muraliste pour la Work Projects Administration.

## Futurisme
(janvier 2025).
L'œuvre la plus connue de Carlo Carrà est Les Funérailles de Galli l'anarchiste, peint en 1911. Dans un catalogue de 1912 pour la première exposition parisienne des futuristes, Umberto Boccioni écrivait « les gerbes de lignes correspondant à toutes les forces en conflit, suivant la loi générale de la violence », dont il étiqueta les lignes-forces en capsulant l'idée futuriste de transcendantalisme physique. Mark Antliff a suggéré que cette esthétique futuriste était créée pour engager le spectateur dans les politiques mêmes qui ont mené à l'intervention de l'Italie dans la Première Guerre mondiale et, finalement, à la montée du fascisme en Italie. L'historien de l'art, Giovanni Lista a identifié cet esthétique comme apparaissant pour la première fois dans le courant anarcho-syndicaliste, où Marinetti a rencontré les mythes soréliens d'action et de violence.

## Surréalisme
Le surréalisme comme l'anarchisme prétendent exprimer la liberté totale de l'individu : le surréalisme sur le plan artistique, l'anarchisme sur le plan social et politique. Les surréalistes eux-mêmes ont longuement défendu ce « partage des tâches ».
Pour André Breton en 1952, « Les surréalistes ont vécu alors sur la conviction que la révolution sociale étendue à tous les pays ne pouvait manquer de promouvoir un monde libertaire (d'aucuns disent un monde surréaliste, mais c'est le même) ».
Le surréalisme est un mouvement artistique et politique en même temps, qui touche la libération de l'être humain des contraintes du capitalisme, de l'État, et des forces culturelles qui limitent le règne de notre imagination. Le mouvement s'est majoritairement développé en France après la Première Guerre mondiale avec André Breton comme théoricien et poète important du courant. À l'origine, Breton avait beaucoup d'affinité avec le parti communiste. Plus tard, une amitié sincère avec Leon Trotsky le fit lâcher le parti communiste. Au Québec, le surréalisme représenté par les "Automatistes", un groupe comptant entre autres Paul-Émile Borduas, Claude Gauvreau et Jean-Paul Riopelle, a été marquant dans l'histoire libertaire de la région. Même si son impression originale n'était que de 400 exemplaires, leur manifeste, le Refus Global, marqua l'histoire du Québec.

## Artistes et créations artistiques liés à l'anarchisme

### Arts visuels
- Ramón Acín Aquilué
- Action terroriste socialement acceptable, dit ATSA
- A2 pour Amour Anarchie (street art Paris)
- Charles Angrand[43]
- Freddie Baer
- Paul-Émile Borduas[44]
- Cabu
- François Cavanna
- Flavio Costantini[45]
- Carlos Cortez (en)
- Gustave Courbet
- Eric Drooker
- Mike Flugennock (en)
- Carles Fontseré (es)
- Helios Gómez
- Clifford Harper (en)
- Donald Judd
- Jay Kinney (en) (Anarchy Comics (en))
- František Kupka
- Gébé, L'An 01
- Philippe Honoré
- Interaction Qui
- James Koehnline (d)
- Josh MacPhee (en)
- William Morris
- Arthur Moyse
- Laura Norder
- Paskua
- Francis Picabia
- Camille Pissarro[6]
- José Guadalupe Posada
- Donald Rooum (Wildcats (Freedom)
- Mark Rothko
- Paul Signac[46]
- Seth Tobocman (en)
- Siné
- Oli Sorenson
- Clovis Trouille[47]
- Gee Vaucher
- Chaz Wood's
- John Yates
- Wolfgang Tillmans

### Titres de presse
- L'Assiette au beurre
- Les Hommes du jour
- Charlie Hebdo
- Siné Hebdo
- Alternative libertaire

### Musique et chanson
- Léo Ferré
- Georges Brassens[48]
- François Béranger[49]
- Étienne Roda-Gil[50]
- Jean-Roger Caussimon[51]
- Gaston Couté[52]
- Paco Ibáñez
- Montéhus
- Catherine Ribeiro[53]
- Serge Utgé-Royo
- Fred Alpi
- The Ex
- Ska-P
- Anarcho-punk
- Woody Guthrie[54]
- Tagada Jones
- Bérurier noir

### Auteurs

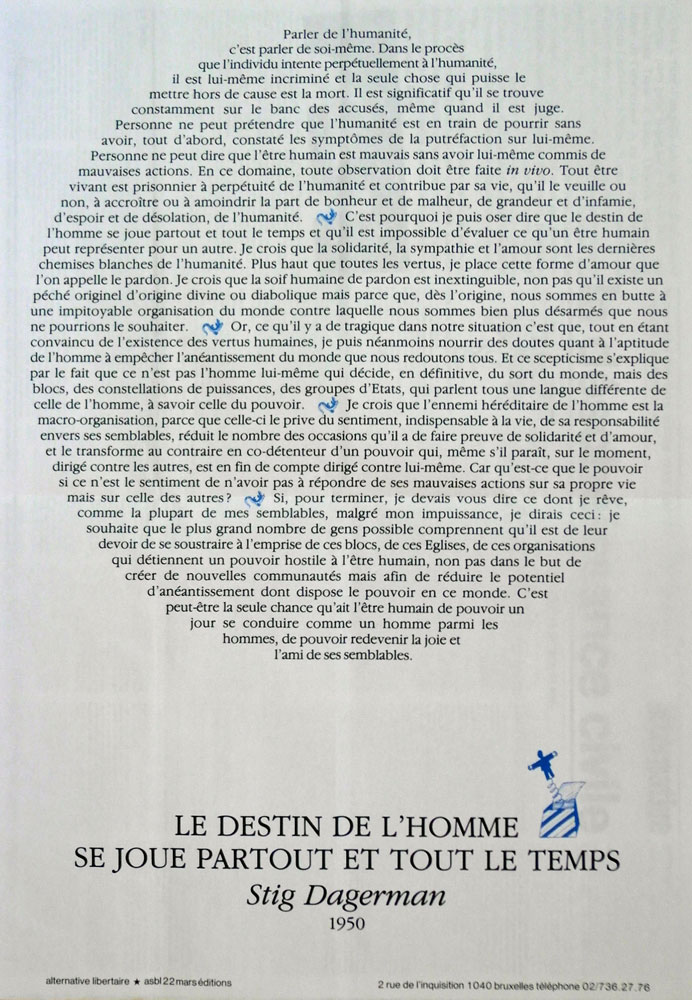
Stig Dagerman, Le destin de l’homme se joue partout et tout le temps, Alternative libertaire (Belgique), 1987.

- François Rabelais
- Étienne de La Boétie
- William Godwin
- Étienne Cabet
- Léon Tolstoï
- Nikolaï Tchernychevsky
- Internationale lettriste
- Internationale situationniste
- Henry James
- Oscar Wilde[55]
- Frank Harris
- Joseph Conrad
- Félix Fénéon
- Paul Adam
- Georges Darien
- Pietro Gori
- Upton Sinclair
- B. Traven
- Jaroslav Hašek
- Victor Serge
- Renée Dunan
- Aldous Huxley
- Isaac Babel
- André Breton[56]
- Louis Guilloux
- Ethel Mannin
- Ramon J. Sender
- Emeric Pressburger
- George Orwell
- Ba Jin
- Robert A. Heinlein
- Albert Camus
- Doris Lessing
- Jens Bjørneboe
- Stig Dagerman[57]
- Michel Ragon
- Dario Fo
- Edward Abbey
- Ursula K. Le Guin
- Robert Anton Wilson
- Michael Moorcock
- M. John Harrison
- Kathy Acker
- Alan Moore
- Iain M. Banks
- Ken MacLeod
- Ayerdhal
- Vittorio Frigerio
- Greg Egan
- Abel Paz
- Colin Ward
- Agustín Gómez-Arcos[58],[59]
- Jean Amila
- Octave Mirbeau[60]
- Alain Damasio

### Œuvres littéraires
- Le Dynamiteur, Robert Louis Stevenson, 1885[61].
- La Princesse Casamassima, Henry James, 1886[61].
- L'Agent secret, Joseph Conrad, 1907[61].
- Le Nommé Jeudi, G.K. Chesterton, 1908[61].

### Poésie
- Jacques Prévert
- Virgilia D'Andrea
- Robert Desnos
- Raymond Espinose
- Radovan Ivšić

### Théâtre/Comédie
- Living Theatre
- Mother earth : an epic drama of Emma Goldman's life, Martin B. Duberman, 1991.
- Mort accidentelle d'un anarchiste, Dario Fo, 1970.
- The Coast of Utopia (A Trilogy), Tom Stoppard, 2002.
- Emma : a play in two acts about Emma Goldman, American anarchist, Howard Zinn, 2002.

### Œuvres cinématographiques
- La Bande à Bonnot, Philippe Fourastié, 1968.
- Eros + Massacre, Yoshishige Yoshida, à propos de Ōsugi Sakae et Itō Noe, 1969.
- Sacco et Vanzetti, Giuliano Montaldo, 1971.
- L'An 01, Jacques Doillon, Gébé, Alain Resnais, Jean Rouch, 1973.
- Nada, Claude Chabrol, 1973.
- La Société du spectacle, Guy Debord, 1973.
- La Patagonia rebelde, Héctor Olivera, 1974.
- La Cecilia, Jean-Louis Comolli, 1976.
- Land and Freedom, Ken Loach, 1994.
- La Belle Verte, Coline Serreau, 1996.
- Libertarias, Vicente Aranda, 1996.
- The Edukators, Hans Weingartner, 2004.
- V pour Vendetta, James McTeigue, 2006.

### Documents
- Félix Marquet, Sous le signe libertaire, CNT-FAI, 1936, voir en ligne.
- Christian Bussy, Anarchie, j'écris ton nom (1), Signes des Temps, Radio-télévision belge de la Communauté française, Sonuma, 7 mai 1973, voir en ligne.
- Christian Bussy, Anarchie, j'écris ton nom (2), Signes des Temps, Radio-télévision belge de la Communauté française, Sonuma, 7 mai 1973, voir en ligne.
- Maurice Joyeux, Foi d'anar. Portrait d'un anarchiste , France Régions 3, 16 septembre 1984, 58 min, voir en ligne.
- Lisa Berger, Carol Mazer, De toda la vida, Mujeres Libres, 1986, voir en ligne.
- Richard Prost, Un autre futur : L'Espagne rouge et noir (1990) et Contre vents et marées (1995), 151 min, Les films du village, voir en ligne.
- Juan Gamero, Vivir la utopía (Vivre l'utopie), 96 min, TV Catalunya, 1997, voir en ligne.
- Collectif AlterNaction, Autrement, Suisse, 75 min, mai 2002, notice, voir en ligne.
- Pierre Carles, Ni vieux, ni traîtres, 94 min, 2006, voir en ligne.
- Aitor Arregi, Jose Mari Gaenaga, Lucio, 93 min, 2007, notice.
- Jean-François Brient et Victor León Fuentes, De la servitude moderne, 2009, voir en ligne.
- Banksy, Jaimie D´Cruz, The Antics Roadshow, 48 min, Channel 4, 13 août 2011[62], voir en ligne.
- Michel Onfray, Le post-anarchisme expliqué à ma Grand-mère, conférences de l'Université Populaire de Caen, 2011, voir en ligne.
- Yannis Youlountas, Ne vivons plus comme des esclaves, 2013, voir en ligne..
- Jean Bricmont, Qu'est-ce que l'anarchisme ?, 11 décembre 2012, voir en ligne.
- Aurélie Marcireau, L'histoire mondiale de l'Anarchie, LCP, 15 octobre 2014, voir en ligne.
- Tancrède Ramonet, Ni dieu ni maitre, histoire de l'anarchisme, Temps noir, Arte, 2016, 
  - 3e partie, sortie en 2017/2018

## Position anarchiste sur la liberté des connaissances
Les anarchistes s'accordent sur la promotion de la distribution libre de tous types d'information et connaissance. Ces temps-ci, cette tendance peut être reconnue dans ses activités de promotion de l'abolition des royalties et brevets, de désobéissance au copyright, de diffusion de la connaissance libre et de la culture libre et général, de la culture du fanzine et des licences alternatives notamment copyleft. Sur le plan de la diffusion se développent des athénées libertaires [Quoi ?] et infokiosques, et au niveau virtuel des bibliothèques libertaires en ligne et des wikis comme celui-ci.

### Cinéma
- Michel Antony, Filmographie - Guerre et Révolution Espagnole 1936-39, 1995-2000, lire en ligne.
- Édouard Waintrop, Les écrans de la révolte, Libération, 11 août 2001, lire en ligne.
- Isabelle Marinone, Anarchisme et cinéma : panoramique sur une histoire du 7e art français virée au noir, doctorat en Art et archéologie, Cinéma, Université Paris-1 Panthéon-Sorbonne, 2004, résumé en ligne.
- Nicole Brenez, Isabelle Marinone (dir.), Cinémas libertaires - Au service des forces de transgression et de révolte, Presses universitaires du Septentrion, 2015,  (ISBN 978-2-7574-0952-7), présentation éditeur.
  - Emile Breton, « Un voyage où l’on rencontre, chemin faisant, la théorie », L'Humanité,‎ 21 octobre 2015 (lire en ligne).
  - Vincent Deville, « De l'acte d'insurrection comme acte de création », Nonfiction,‎ 21 mars 2016 (lire en ligne).
- Jacques Richard, Le cinéma libertaire et libertin, L’Écarlate, 2015. 411 pages.
- (en) Anarchist Film Archive sur le site christiebooks.co.uk.

### Bande dessinée
- Bruno Loth, Les Fantômes de Ermo, tome 1, éditions La Boîte à Bulles, 2017, présentation éditeur.